# Idoru-Trilogie
Die Idoru-Trilogie (engl.: Bridge-Trilogie – „Brücken-Trilogie“), auch „San Francisco“-Trilogie genannt, ist eine Trilogie von William Gibson. Sie ist nach der Neuromancer-Trilogie Gibsons zweite erfolgreiche Trilogie.
Die Trilogie besteht aus den einzelnen Romanen:
- Virtual Light (1993), dt. Virtuelles Licht
- Idoru (1996), dt. Idoru
- All Tomorrow's Parties (1999), dt. Futurematic

Der Name Bridge-Trilogie stammt von einem der Schauplätze der Romane, der San Francisco-Oakland Bay Bridge, die nach einem schweren Erdbeben von Obdachlosen übernommen und als Barackenstadt genutzt wird.

## Handlung der Idoru-Trilogie
Die Trilogie handelt im Allgemeinen von den Anfängen der Cyberspace-Technologie und spielt einerseits an der amerikanischen Westküste, in einem Kalifornien, das sich nach einem Erdbeben in die zwei separaten Staaten NoCal und SoCal aufgeteilt hat, andererseits in einem Tokio, das durch Nanotechnologie wiedererrichtet wurde, nachdem es ebenfalls durch ein Erdbeben Schaden genommen hatte.
Die verschiedenen Teile der Brücken-Trilogie teilen sich ein Grundrepertoire an Figuren: Die wichtigsten sind der Fahrer „Berry“ Rydell und die Fahrradkurierin Chevette Washington. Der Computerhacker Colin Laney, der die mysteriöse Fähigkeit besitzt, Muster aus weiten Datenfeldern herauszulesen, kommt in All Tomorrow's Parties und in Idoru vor. Ein anderer wiederkehrender Charakter ist die virtuelle „Idoru“ namens Rei Toei. Das Wort Idoru (eigentlich aidoru) ist eine japanische Umformung von „Idol“.
Die Trilogie beinhaltet in Gibsons Büchern oft wiederkehrende Themen wie Verbindung von Technologie und Lebewesen, traumatische Veränderungen und die Selbstempfindung der Cyborgs.
Die echte San Francisco-Oakland Bay Bridge existiert weiterhin als altmodische Stahlkonstruktion. Aber nach dem traumatischen Schock durch das Erdbeben, das die eigentliche Brücke, sowie die veraltete Technik, aus der sie stammt, erschüttert, zeichnet sich der Aufstieg neuer technologischer Systeme ab. Zwei Beispiele hierfür sind Nanotech-basierte Tunnel, die die Brücke ersetzen, sowie die provisorisch gewachsenen Hütten auf der zerstörten Brücke.
Diese Brücke ist Cyborg, da sie aus den verbleibenden Elementen der Brücke und den Menschen auf der Brücke heraus lebt. Diese Dualität ist auch den Figuren immanent: Chevettes Kurier-Arbeitskollege hat Knochen aus Stahl und wird in einem Atemzug mit seinem Fahrrad beschrieben. Rei Toei bzw. Die Rez Entität hat einen menschlichen Teil (Rez) und einen künstlichen (Rei). Der blinde Schlagzeuger hat Augenprothesen.
Blackwells Beil wird wiederholt als Erweiterung seines Körpers beschrieben. Der namenlose Killer ist untrennbar von seiner Klinge. Colin Laneys Gehirn wurde wiederverdrahtet durch eine experimentelle Chemikalie, die seine Fähigkeit ermöglicht, Datenmuster zu erkennen.
Der gesamte Handlungsbogen der Trilogie legt Gibsons Theorie über die Struktur der Welt dar. Ein traumatisches Ereignis destabilisiert, spaltet oder zerstört sogar gänzlich die soziale und technische Ordnung. Unkontrollierte Technologie (die Brückengemeinschaft war weder erlaubt noch geplant) wächst rapide und führt zu großen, radikalen Veränderungen.
Die Involvierten haben keine Wahl als diese neue Ordnung in ihre Selbstwahrnehmung einzufügen – und somit Cyborg zu werden (entweder wörtlich oder im übertragenen Sinn).
Und wie die Wirkung dieser Veränderungen sich ausweitet, wächst die Geschwindigkeit, mit der sich diese Selbstauffassung verändert – bis zu dem Punkt, an dem die Grenze zwischen Mensch und Maschine verschwimmt.

## Kritik
„Wie alle Bücher Gibsons ist auch Idoru eine unvollständige Geschichte, ein Fragment aus der nahen Zukunft. Nicht nur läßt der Autor genügend Fragen für weitere Bücher offen, die Reise Laneys und Chias in das wiederentstehende Herz Japans bleibt bestenfalls Stückwerk. Wir erfahren kaum etwas über Rez und auch nicht wirklich mehr über Rei Toei. Sie sind konturlos wie die Bilder in den Wolken, denen Laney nachspürt, wie die Objekte japanischer Unterhaltungskultur, ohne sie wirklich greifbar zu machen, denn um Unterhaltungskultur geht es dem Autor...“